# Richard Fariña
Richard George Fariña, född 8 mars 1937 i Brooklyn i New York, död 30 april 1966 i Carmel-by-the-Sea i Kalifornien (motorcykelolycka), var en amerikansk sångare, musiker och författare. Han var gift med Mimi Fariña. Fariña var nära vän med den amerikanske författaren Thomas Pynchon vars bok Gravitationens regnbåge tillägnades Fariña. 

## Diskografi (i urval)
Album
- Dick Fariña & Eric von Schmidt (1963) (Richard Fariña och Eric Von Schmidt)
- Celebrations for a Grey Day (1965) (Richard och Mimi Fariña)
- Reflections in a Crystal Wind (1965) (Richard och Mimi Fariña)
- Memories (1968) (Richard och Mimi Fariña)